# Piotr Olszewski (wioślarz)
Piotr Olszewski (ur. 25 kwietnia 1973 w Warszawie) – polski wioślarz, olimpijczyk z Atlanty 1996.
Zawodnik PTW „Budowlani” Płock, a następnie AZS AWF Gdańsk. Jako junior wywalczył brązowy medal mistrzostw świata w dwójce ze sternikiem (partnerami byli: Artur Szachmytowski, Sławomir Malec (sternik)).
Uczestnik mistrzostw świata w roku 1995 w Tampere, gdzie był członkiem osady ósemek (partnerami byli: Piotr Basta, Wojciech Jankowski, Maciej Krasicki, Krzysztof Neumann, Arkadiusz Nowak, Jacek Streich, Artur Szachmytowski, Grzegorz Dambecki (sternik)). Polska osada zajęła 12. miejsce.
W roku 1994 będąc członkiem osady ósemek wywalczył tytuł akademickiego mistrza świata.
Na igrzyskach w Atlancie wystartował w czwórce bez sternika (partnerami byli: Jacek Streich, Wojciech Jankowski, Piotr Basta). Polska osada zajęła 12. miejsce.